# Município de Marietta (condado de Washington, Ohio)
O município de Marietta (em inglês: Marietta Township) é um município localizado no condado de Washington no estado estadounidense de Ohio. No ano de 2010 tinha uma população de 4.595 habitantes e uma densidade populacional de 116,72 pessoas por km².

## Geografia
O município de Marietta encontra-se localizado nas coordenadas 39° 24′ 13″ N, 81° 23′ 00″ O. Segundo a Departamento do Censo dos Estados Unidos, o município tem uma superfície total de 39.37 km², da qual 38,38 km² correspondem a terra firme e (2,51 %) 0,99 km² é água.

## Demografia
Segundo o censo de 2010, tinha 4.595 habitantes residindo no município de Marietta. A densidade populacional era de 116,72 hab./km². Dos 4.595 habitantes, o município de Marietta estava composto pelo 97,28 % brancos, o 0,41 % eram afroamericanos, o 0,37 % eram amerindios, o 0,63 % eram asiáticos, o 0,13 % eram de outras raças e o 1,18 % eram de uma mistura de raças. Do total da população o 0,65 % eram hispanos ou latinos de qualquer raça.